# میانگین هندسی موزون
در آمار، با داشتن یک مجموعه از داده‌ها،
{\displaystyle X=\{x_{1},x_{2}\dots ,x_{n}\}}
و مجموعه‌ی متناظری از وزن‌ها،
{\displaystyle W=\{w_{1},w_{2},\dots ,w_{n}\}}
میانگین هندسی موزون (به انگلیسی: Weighted geometric mean)، یا میانگین هندسی وزنی به صورت زیر محاسبه می‌شود:
{\displaystyle {\bar {x}}=\left(\prod _{i=1}^{n}x_{i}^{w_{i}}\right)^{1/\sum _{i=1}^{n}w_{i}}=\quad \exp \left({\frac {\sum _{i=1}^{n}w_{i}\ln x_{i}}{\sum _{i=1}^{n}w_{i}\quad }}\right)}
دقت کنید که اگر همه‌ی وزن‌ها برابر باشند، میانگین هندسی موزون همان میانگین هندسی است.
برای انواع دیگر میانگین نیز می‌توان میانگین موزون محاسبه کرد. شاید بتوان گفت که شناخته‌شده‌ترین میانگین موزون، میانگین حسابی موزون است که به سادگی به آن میانگین موزون می‌گویند. نمونه‌ی دیگری از میانگین موزون، میانگین هارمونیک موزون است.
شکل دوم فوق نشان می‌دهد که لگاریتم میانگین هندسی، میانگین حسابی موزون لگاریتم‌های هر کدام از مقادیر است.